# 第6方面軍 (日本軍)
第6方面軍（だいろくほうめんぐん）は、大日本帝国陸軍の方面軍の一つ。

## 沿革
太平洋戦争の末期に華中方面に在った軍を統括するため、1944年（昭和19年）8月25日に発令され、編成後支那派遣軍の戦闘序列に編入された。終戦時は漢口に在った。

## 概要
- 通称号：統
- 編成時期：1944年（昭和19年）8月25日
- 最終位置：漢口
- 上級部隊：支那派遣軍

## 歴代司令官
- 岡村寧次大将：1944年（昭和19年）8月25日 - 1944年（昭和19年）11月22日
- 岡部直三郎大将：1944年（昭和19年）11月22日 - 終戦

## 歴代参謀長
- 宮崎周一少将：1944年（昭和19年）8月25日 - 1944年（昭和19年）12月14日
- 唐川安夫少将：1944年（昭和19年）12月14日 - 1945年（昭和20年）4月23日
- 中山貞武少将：1945年（昭和20年）4月23日 - 終戦

### 参謀副長
- 天野正一少将：1944年（昭和19年）8月25日 - 1945年（昭和20年）2月12日
- 福富伴蔵少将：1945年（昭和20年）2月12日 - 終戦

## 終戦時の隷下部隊
- 第11軍
  - 第58師団
  - 独立混成第22旅団
  - 独立混成第88旅団

- 第20軍
  - 第64師団
  - 第68師団
  - 第116師団
  - 独立混成第81旅団
  - 独立混成第82旅団
  - 独立混成第86旅団
  - 独立混成第87旅団
  - 第2独立警備隊

- 第132師団：柳川悌中将[1]
- 独立混成第17旅団：谷実夫少将[1]
- 独立混成第83旅団：田塩鼎三少将[1]
- 独立混成第84旅団：中尾小六少将[1]
- 独立混成第85旅団：松井節少将[1]
- 独立歩兵第5旅団：村上宗治少将[1]
- 独立歩兵第6旅団：生田寅雄少将[1]
- 独立歩兵第11旅団：加藤勝蔵少将[1]
- 独立歩兵第12旅団：安永篤次郎少将[1]
- 第4野戦鉄道司令部：久保禎三少将[2]
- 第1野戦輸送司令部：栗岩尚治少将[3]